# Sephisa albifasciata
Sephisa albifasciata är en fjärilsart som beskrevs av Jinhaku Sonan 1926. Sephisa albifasciata ingår i släktet Sephisa och familjen praktfjärilar. Inga underarter finns listade i Catalogue of Life.